# Viva Voce

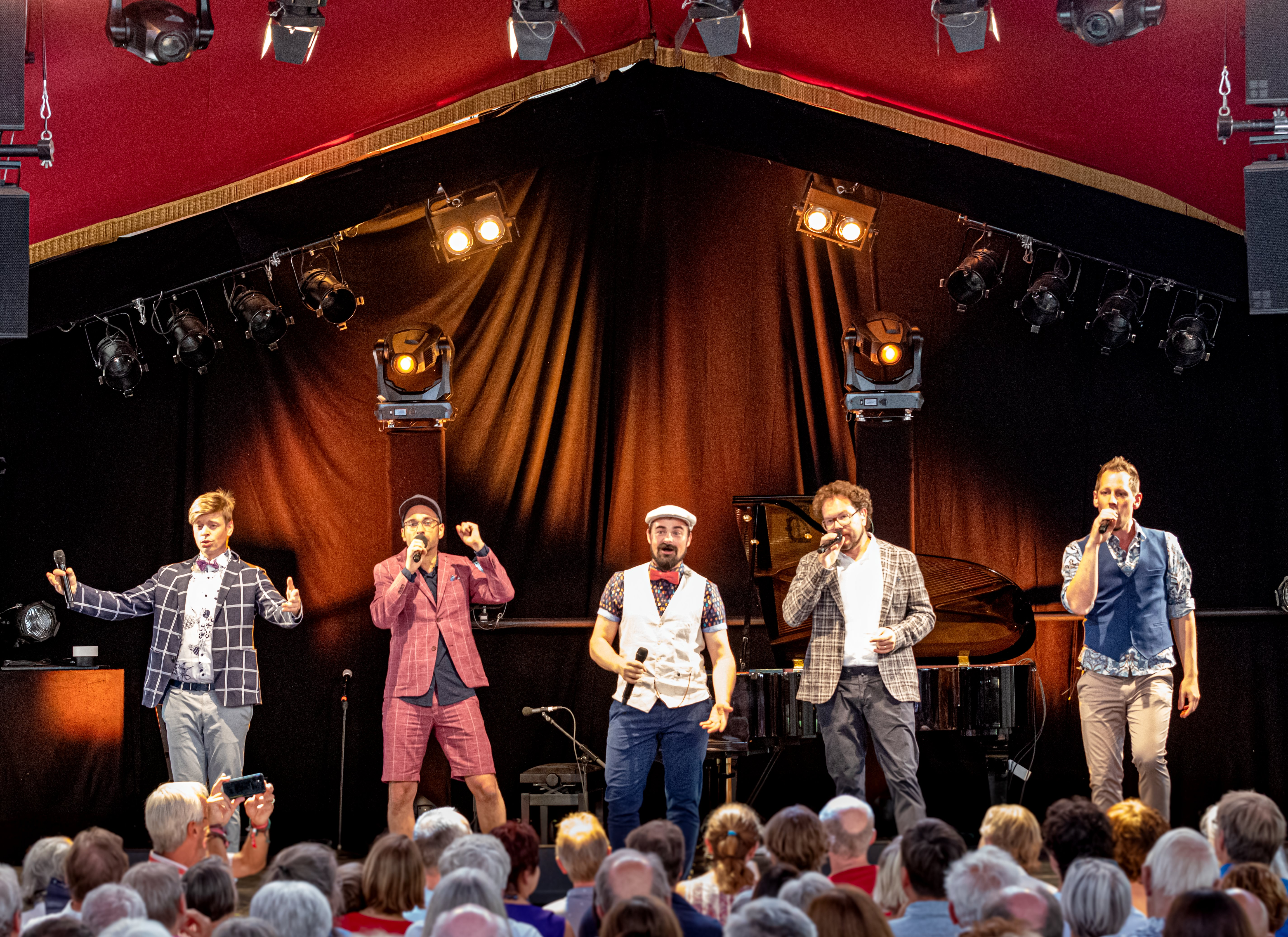
Viva Voce 2019 auf dem ZMF in Freiburg

Viva Voce (vivavoce) ist ein 1998 gegründetes A-cappella-Ensemble aus Ansbach in Franken.

## Geschichte

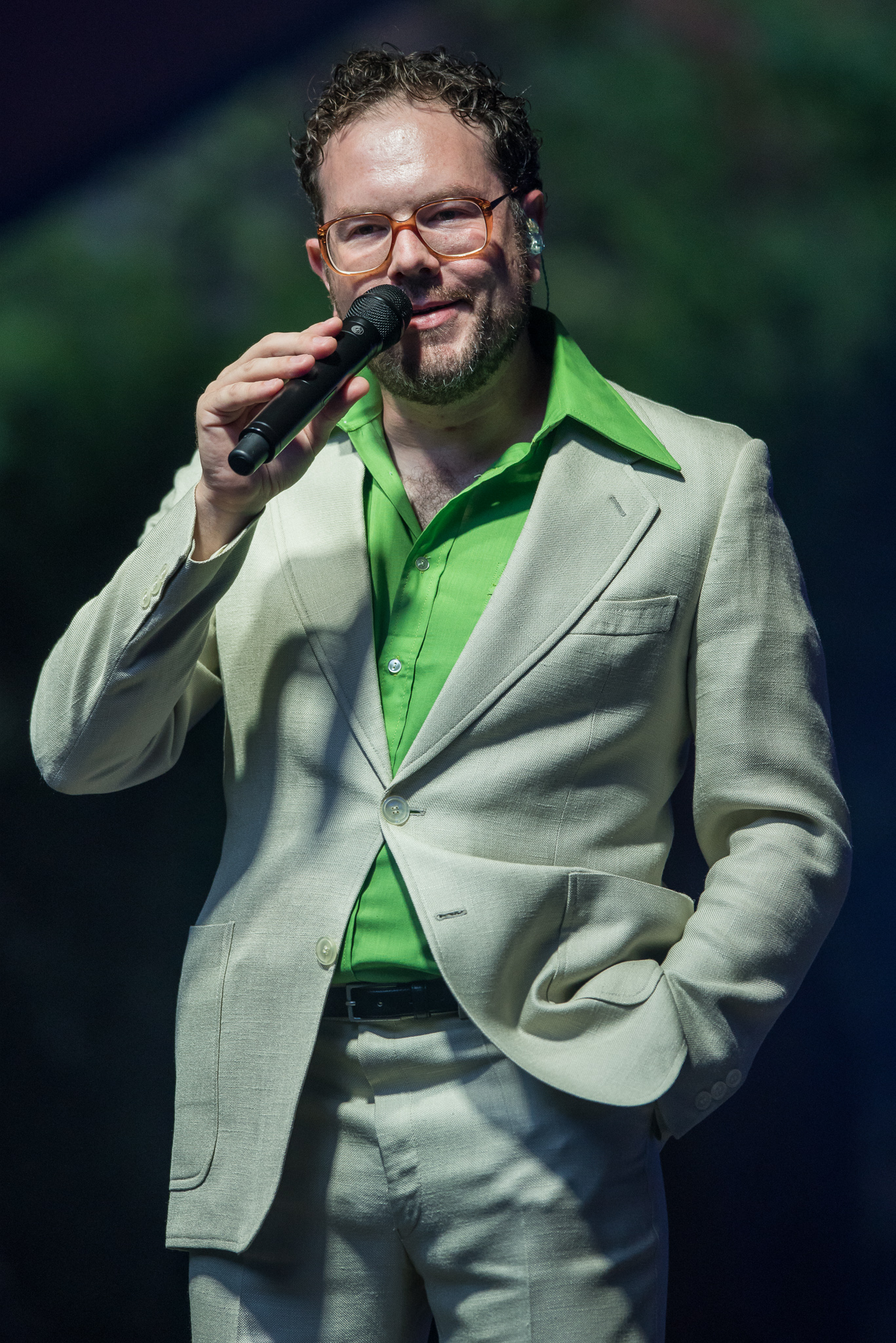
Heiko Benjes
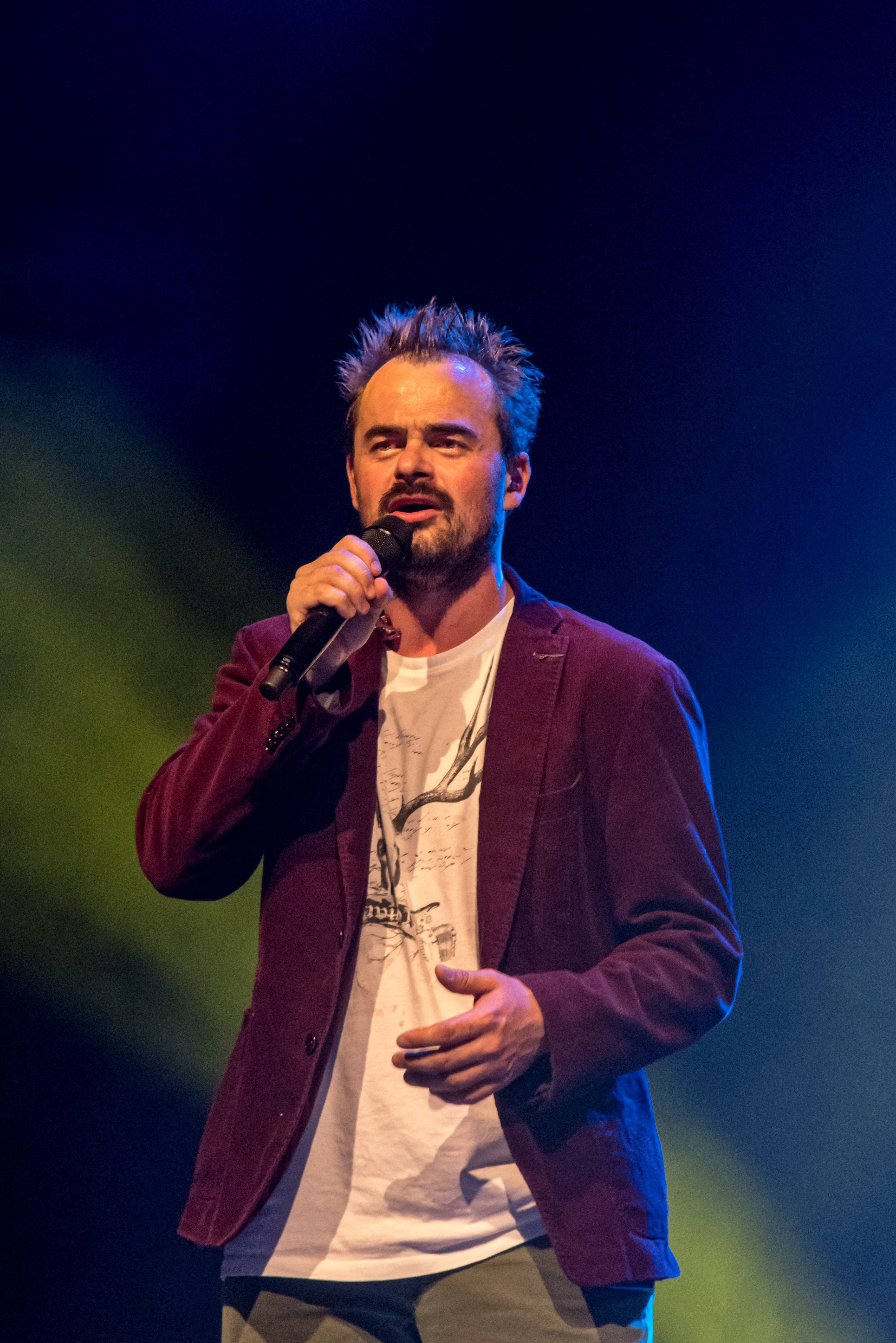
Bastian Hupfer
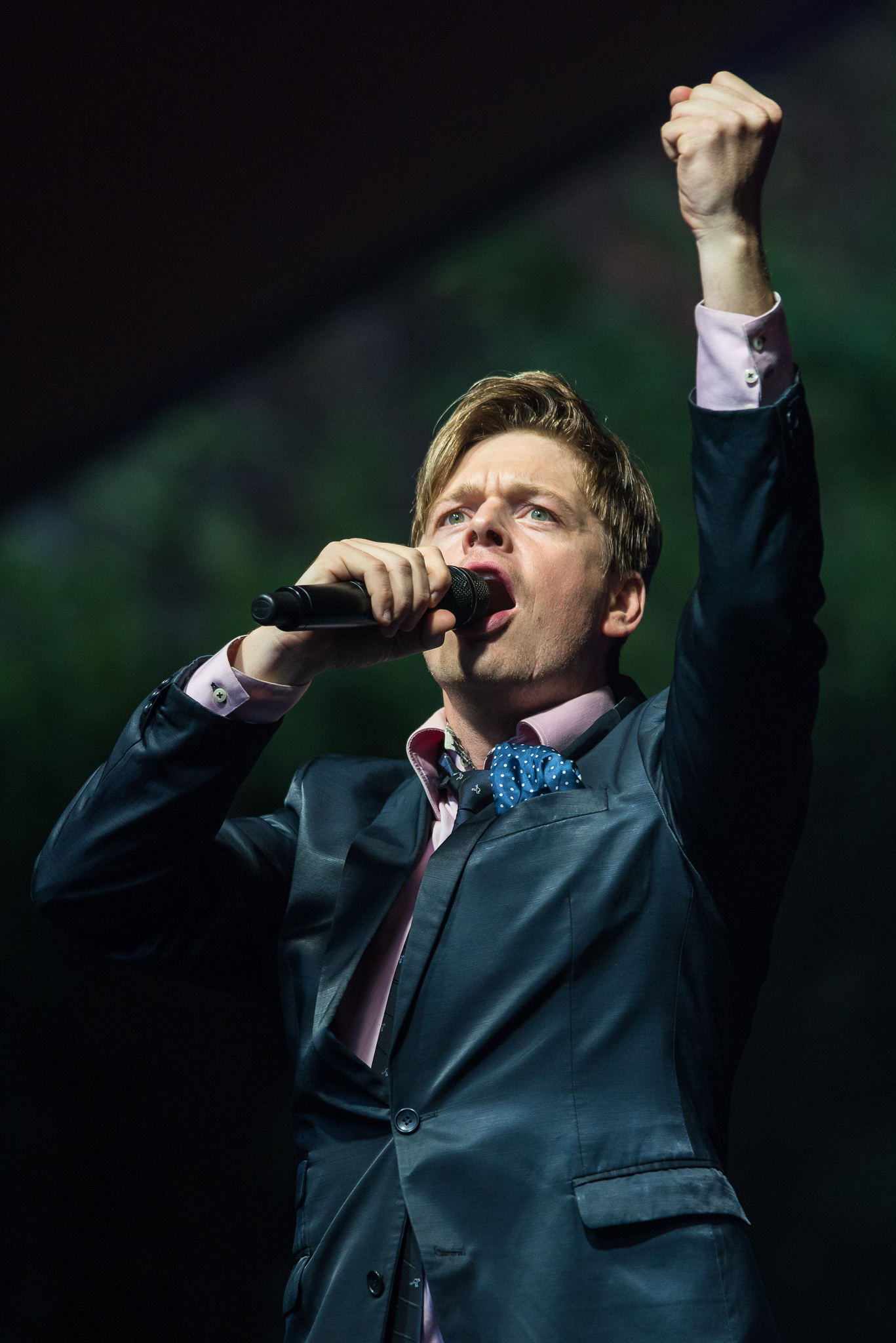
David Lugert
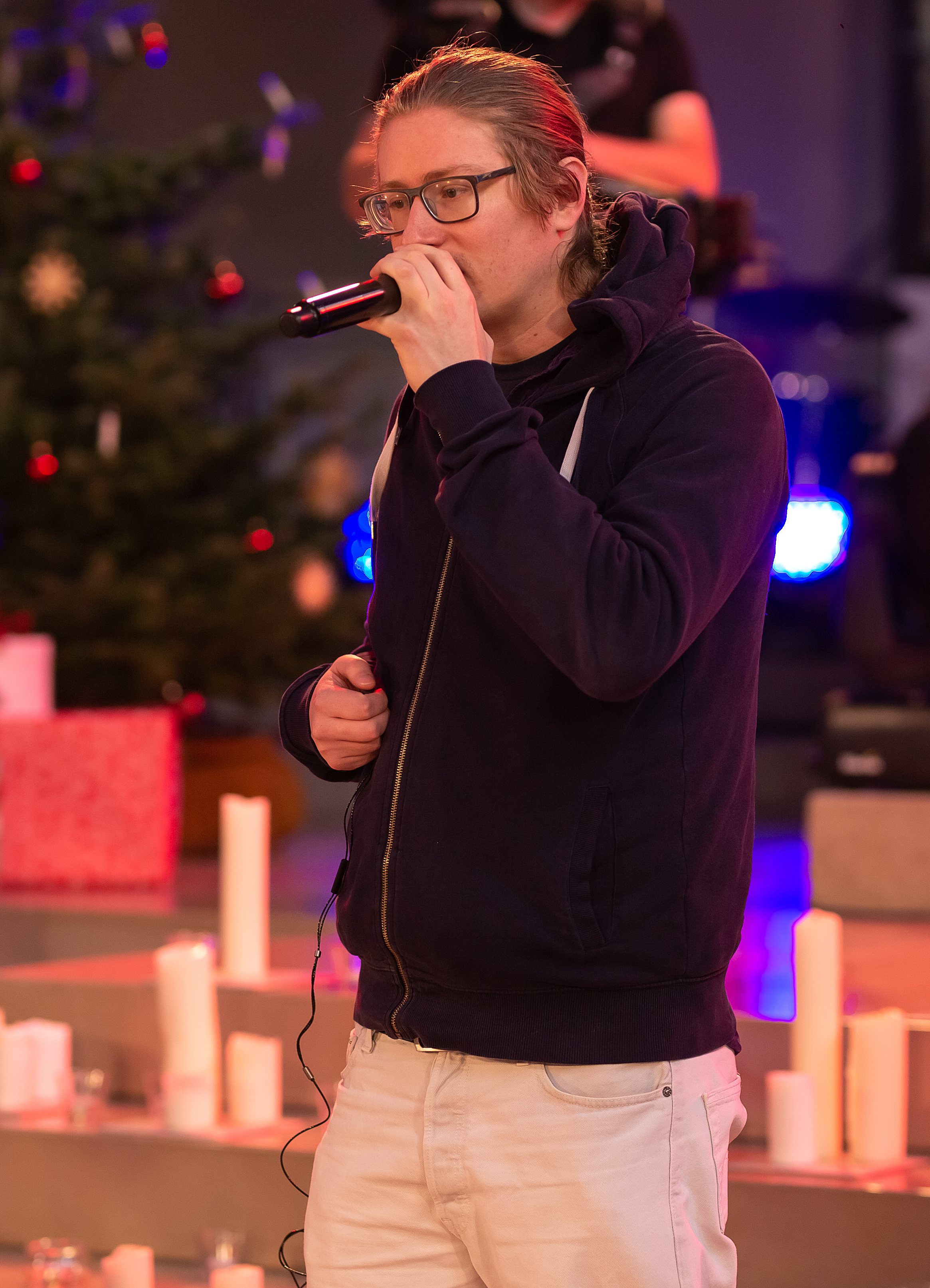
Andreas Kuch

Viva Voce wurde im Jahr 1998 von Mitgliedern des Windsbacher Knabenchores gegründet. Das Repertoire der damals vier Sänger (Bastian Hupfer, David Lugert, Matthias Lutze, Thomas Schimm) beschränkte sich anfangs auf vierstimmige Männerchorsätze von Friedrich Silcher, Billy Joel und den Comedian Harmonists.
Seit 2001 war Jörg Schwartzmanns (geb. Fischer) Mitglied der Band und ab diesem Zeitpunkt entwickelten die nun fünf Sänger ihren eigenen Musikstil, den sie als „Vox-Pop“ bezeichnen. Im Jahr 2003 wechselte Viva Voce ins professionelle Musikgeschäft. 2004 stieg als Bass Heiko Benjes mit ein. 2009 ersetzte Mateusz Phouthavong den Bariton Thomas Schimm, der nun im Management von Viva Voce arbeitet. Daraus entstand 2012 die Künstleragentur VIVO, die neben VIVA VOCE noch weitere Künstler betreut. Mitte 2017 hat Phouthavong die Band verlassen, an seiner Stelle sang bis 2020 der Passauer Sänger und Gesangslehrer Matthias Hofmann in der Gruppe. 2020 gab Jörg Schwartzmanns seinen Ausstieg aus persönlichen Gründen bekannt. Seinen Platz als Bariton und Beatboxer hat Andreas Kuch übernommen.
Zwischen 2004 und 2016 traten Viva Voce mehrfach bei Songs an einem Sommerabend auf. Von 2017 bis 2019 moderierten sie deren Nachfolgeveranstaltung Lieder auf Banz, dazu hatten sie jeweils einen eigenen Showblock. 2018 feierten sie ihr 20-jähriges Bühnenjubiläum mit einer Tournee. Zum 25-jährigen Bestehen der Band gab Viva Voce 2023 eine Reihe spezieller Jubiläumskonzerte, unter anderem in früheren Besetzungen. Seit 2020 ist die Band in der Prunksitzung Fastnacht in Franken mit einem eigenen Beitrag vertreten, darüber hinaus singen sie oft bei weiteren Nummern in der Show mit, unter anderem den traditionellen Finalsong Feierabend.

### Konzerte

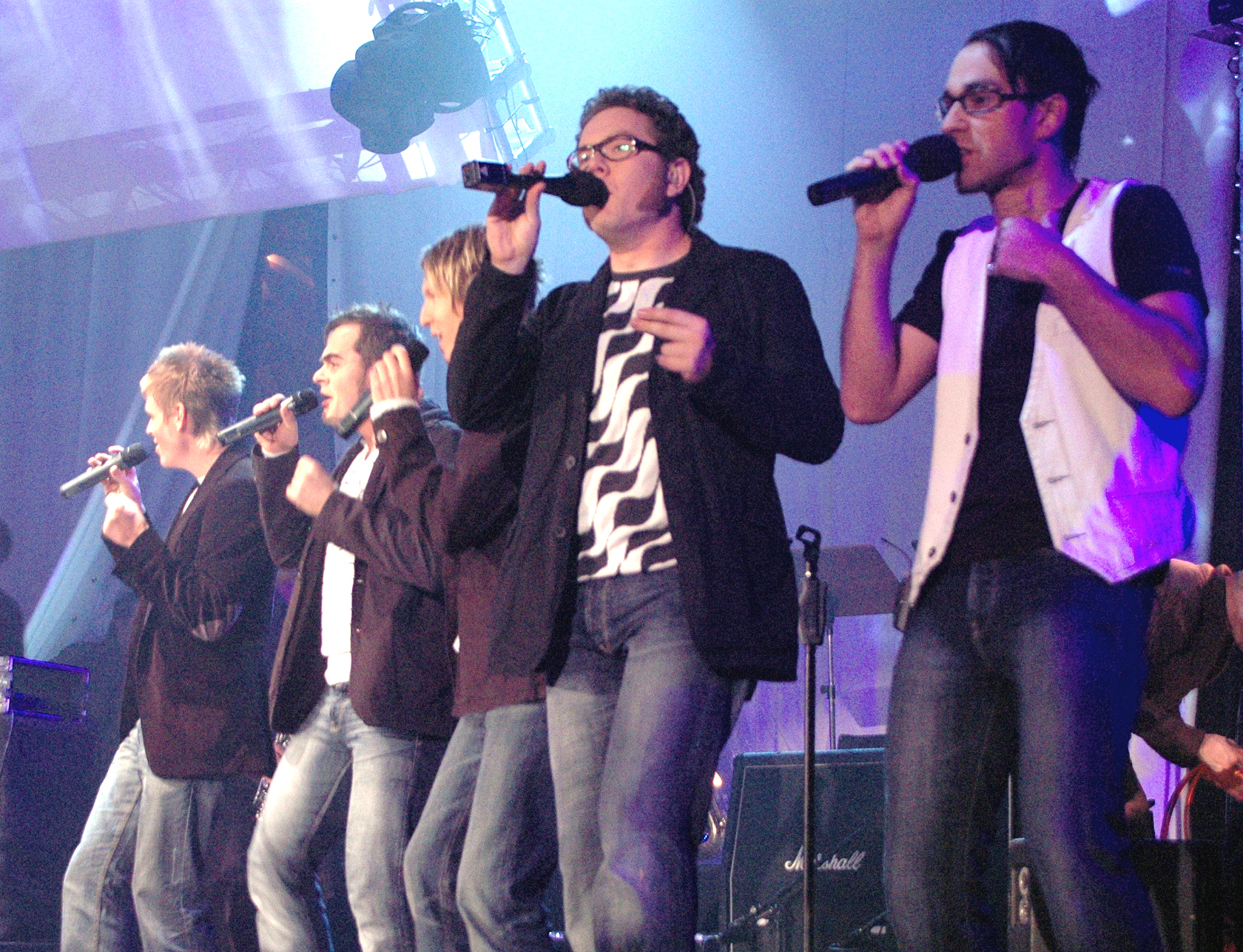
Viva Voce live im Münchner Circus Krone 2006

Viva Voce ist weltweit unterwegs, so war das Ensemble u. a. als Repräsentant des Freistaates Bayern auf der Expo 2010 in Shanghai zu Gast und besucht regelmäßig Musikfestivals wie die Walkenrieder Kreuzgangkonzerte, Domkonzerte Königslutter oder Burgfestspiele Bad Vilbel.
Im Frühjahr 2017 reiste Viva Voce als musikalischer Botschafter der Evangelischen Kirche zu einer landesweiten Tournee nach Brasilien. Auch auf dem Deutschen Evangelischen Kirchentag singt das Ensemble aus Mittelfranken regelmäßig.
Viva Voce treten über 100-mal pro Jahr auf, u. a. singen sie Weihnachtskonzerte mit Symphonieorchestern.

## Diskografie

### Alben
- 2003: Ich find’ dich dufte
- 2004: Gefühlsecht
- 2006: Singsucht
- 2007: Live & unplugged
- 2008: I feel Fräggae
- 2009: Wir schenken uns nix
- 2010: On the Road
- 2012: Commando a cappella
- 2013: Secret Chords
- 2014: Zeit der Wunder (zusammen mit den Latvian Voices, produziert von Rolf Zuckowski)
- 2015: Ego
- 2016: Symphonic Christmas (zusammen mit der Russischen Kammerphilharmonie St. Petersburg)
- 2016: Ein Stück des Weges
- 2018: 20 Jahre „Es lebe die Stimme!“
- 2020: Glücksbringer
- 2021: Das Leben geht weiter

### Singles/Downloads
- 2005: 2006, Fußball-WM-Single
- 2009: Du bist da
- 2010: Der 4. Stern (nur als Download)
- 2010: Misa Criolla (als kostenloser Download)
- 2014: Maracanã (als kostenloser Download)
- 2014: Silver Bells (zusammen mit den Latvian Voices)
- 2015: Ich weiß, dass ich nichts weiß
- 2015: Immer begleiten
- 2020: Hallo, du schönes Franken
- 2021: Halt mer zam

## Fernsehauftritte

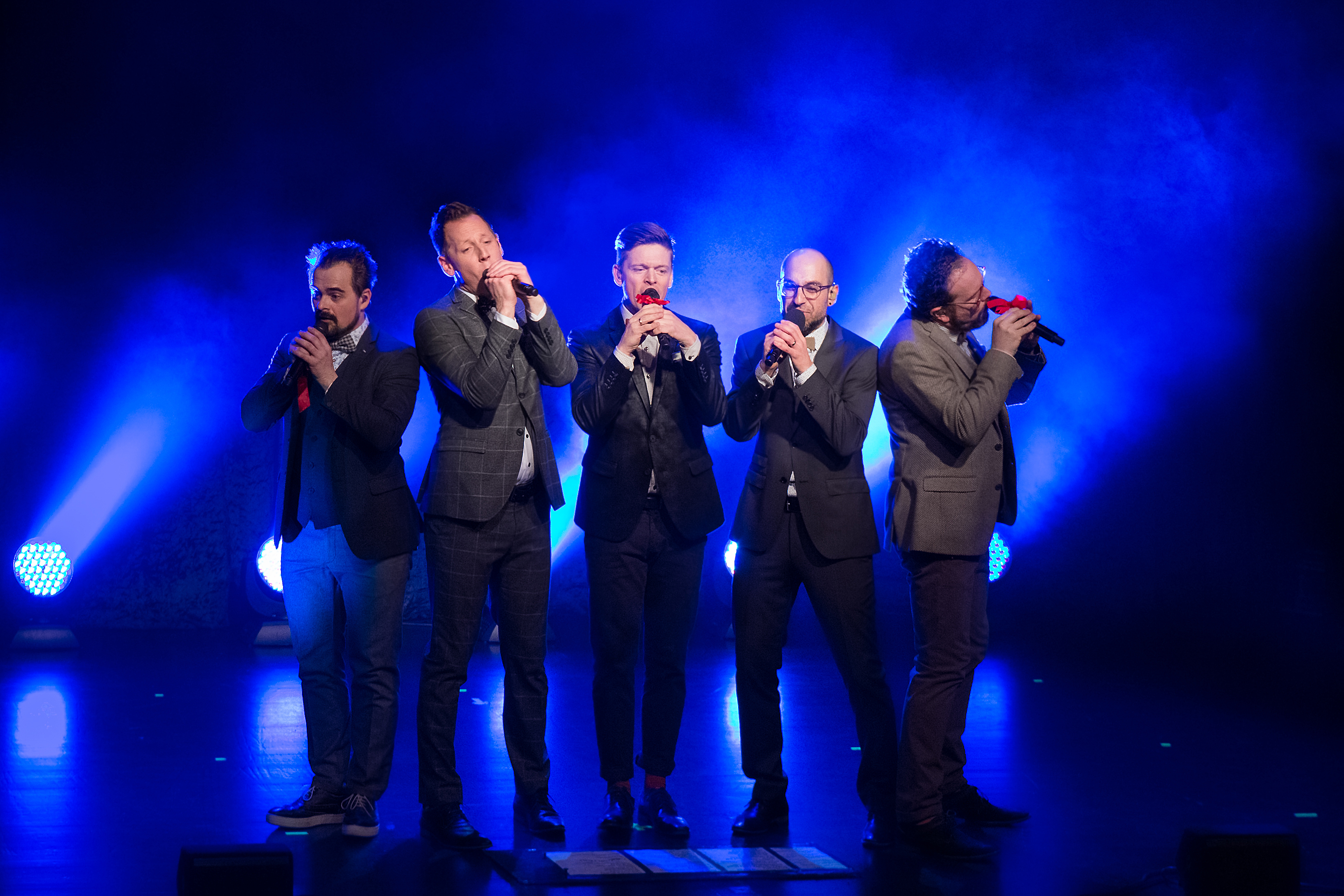
Viva Voce 2018

- Das Adventsfest der 100.000 Lichter (Das Erste)
- ZDF-Fernsehgarten on tour (ZDF)
- Alle Jahre wieder – eine Bremische Weihnacht mit dem Bundespräsidenten (ZDF)
- Sternstunden-Gala (BR)
- Comedy-Falle (Sat.1), Viva Voce gewinnt hier den Titel „Talent des Jahres“
- Berliner Kleinkunstfestival (RBB)
- Songs an einem Sommerabend (BR, 2004, 2005, 2007, 2009, 2011, 2016)
- 30 Jahre Spider Murphy Gang (BR, Gastauftritt im Circus Krone München)
- Hier ab Vier (MDR)
- Weihnachten in Europa (BR)
- Schöne Bescherung – live (WDR Fernsehen)
- Das ist Heiss-Mann (BR)
- Tortenschlacht (BR)
- Lieder auf Banz – Eine Sommernacht auf der Klosterwiese (neben Auftritt auch Moderation, Ausstrahlung im BR Fernsehen)
- Verrückt nach Meer (ARD, 2018; Staffel 8, Reise 1)
- Fastnacht in Franken (BR Fernsehen, 2020–2025)
- Närrischer Jahresrückblick (BR Fernsehen, 2020)

## Auszeichnungen
- 2003: Jugendkulturpreis der Stadt Ansbach
- 2004: Publikumspreis beim Jugend kulturell Förderpreis der HypoVereinsbank
- 2004: Nachwuchsförderpreis der Hanns-Seidel-Stiftung München
- 2005: Tuttlinger Krähe (Publikumspreis)
- 2005: Kulturförderpreis des Bezirks Mittelfranken
- 2008: „Talent des Jahres“, Sat.1
- 2008: Botschafter der Stadt Ansbach
- 2008: Publikumspreis und Förderpreis der Internationalen Bodensee-Konferenz
- 2009: Kulturpreis Bayern der E.ON Bayern AG[6]
- 2014: Künstler des Monats der Metropolregion Nürnberg[7]
- 2021: CARA Award (USA) in der Kategorie „Best Humor Album“ für das Album Glücksbringer[8]